# Godziny rozpaczy (film 1990)
Godziny rozpaczy – amerykański thriller z 1990 roku na podstawie powieści Josepha Hayesa. Remake filmu pod tym samym tytułem z 1955 r., w reżyserii Williama Wylera.

## Główne role
- Mickey Rourke – Michael Bosworth
- Anthony Hopkins – Tim Cornell
- Mimi Rogers – Nora Cornell
- Lindsay Crouse – Brenda Chandler
- Kelly Lynch – Nancy Breyers
- Elias Koteas – Wally Bosworth
- David Morse – Albert
- Shawnee Smith – May Cornell
- Danny Gerard – Zack Cornell
- Gerry Bamman – Ed Tallent
- Matt McGrath – Kyle
- John Christopher Jones – Neff
- Dean Norris – Maddox
- John Finn – Lexington
- Christopher Curry - Chabon
- Stanley White - Devereaux
- Peter Crombie - Connelly
- Elizabeth Ruscio - Sędzia
- Mike Nussbaum - Pan Nelson
- inni.

## O filmie
Film był kręcony w Kolorado i w stanie Utah. Reżyser Michael Cimino wcześniej pracował z Rourke’em w filmach Wrota niebios i Rok smoka.

## Nagrody i nominacje
Złota Malina 1990
- Najgorszy aktor – Mickey Rourke (nominacja)